# HMS Vindictive (D36)
O HMS Vindictive foi um navio de guerra operado pela Marinha Real Britânica. Sua construção começou em junho de 1916 nos estaleiros da Harland & Wolff em Belfast originalmente como os segundo cruzador pesado da Classe Hawkins com o nome de Cavendish, porém durante suas obras foi decidido convertê-lo em um porta-aviões, assim parte de seu armamento foi removido e ele recebeu um convés de decolagem e outro de pouso. Foi renomeado para Vindictive e lançado ao mar em janeiro de 1918, sendo comissionado na frota britânica em outubro do mesmo ano.
O Vindictive entrou em serviço muito tarde para lutar da Primeira Guerra Mundial, porém em 1919 participou da intervenção dos Aliados na Guerra Civil Russa no Mar Báltico, com seus aviões atacando vários alvos em Kronstadt. Ele voltou para casa no final do ano e foi colocado na reserva, onde permaneceu por vários anos até 1923, quando seus conveses de voo passaram a ser removidos e a embarcação convertida de volta para um cruzador pesado. Foi enviado em 1926 para servir na China, retornando em 1928 e sendo colocado mais uma vez na reserva no ano seguinte.
Ele foi desmilitarizado entre 1936 e 1937 e convertido em um navio-escola. A Segunda Guerra Mundial começou em 1939 e o Vindictive foi convertido em um navio de reparos, porém sua primeira ação foi transportar tropas para a Campanha da Noruega no início de 1940. Em seguida foi enviado para o Oceano Atlântico a fim de apoiar embarcações britânicas na região, enquanto em 1942 foi transferido para o Mar Mediterrâneo. Deu suporte em 1944 para a Invasão da Normandia, quando foi danificado por um torpedo. Foi colocado na reserva ao final da guerra e desmontado em 1946.